# Fontigens holsingeri
Fontigens holsingeri är en snäckart som beskrevs av Leslie Raymond Hubricht 1976. Fontigens holsingeri ingår i släktet Fontigens och familjen tusensnäckor. IUCN kategoriserar arten globalt som otillräckligt studerad. Inga underarter finns listade i Catalogue of Life.